# روچستر، نورث‌آمبرلند
روچستر (به انگلیسی: Rochester) یک روستا و محله مدنی در بریتانیا است که در نورث‌آمبرلند واقع شده‌است. روچستر ۳۴۴ نفر جمعیت دارد.